# La Rivière-de-Corps
Pour les articles homonymes, voir La Rivière.
La Rivière-de-Corps est une commune française, située dans le département de l'Aube en région Grand Est.

## Géographie

### Localisation
|             | Sainte-Savine       |                         |
| Torvilliers | La Rivière-de-Corps |                         |
|             | Saint-Germain       | Saint-André-les-Vergers |

### Hydrographie
La commune est dans la région hydrographique « la Seine de sa source au confluent de l'Oise (exclu) » au sein du bassin Seine-Normandie. Elle est drainée par la Vienne,.

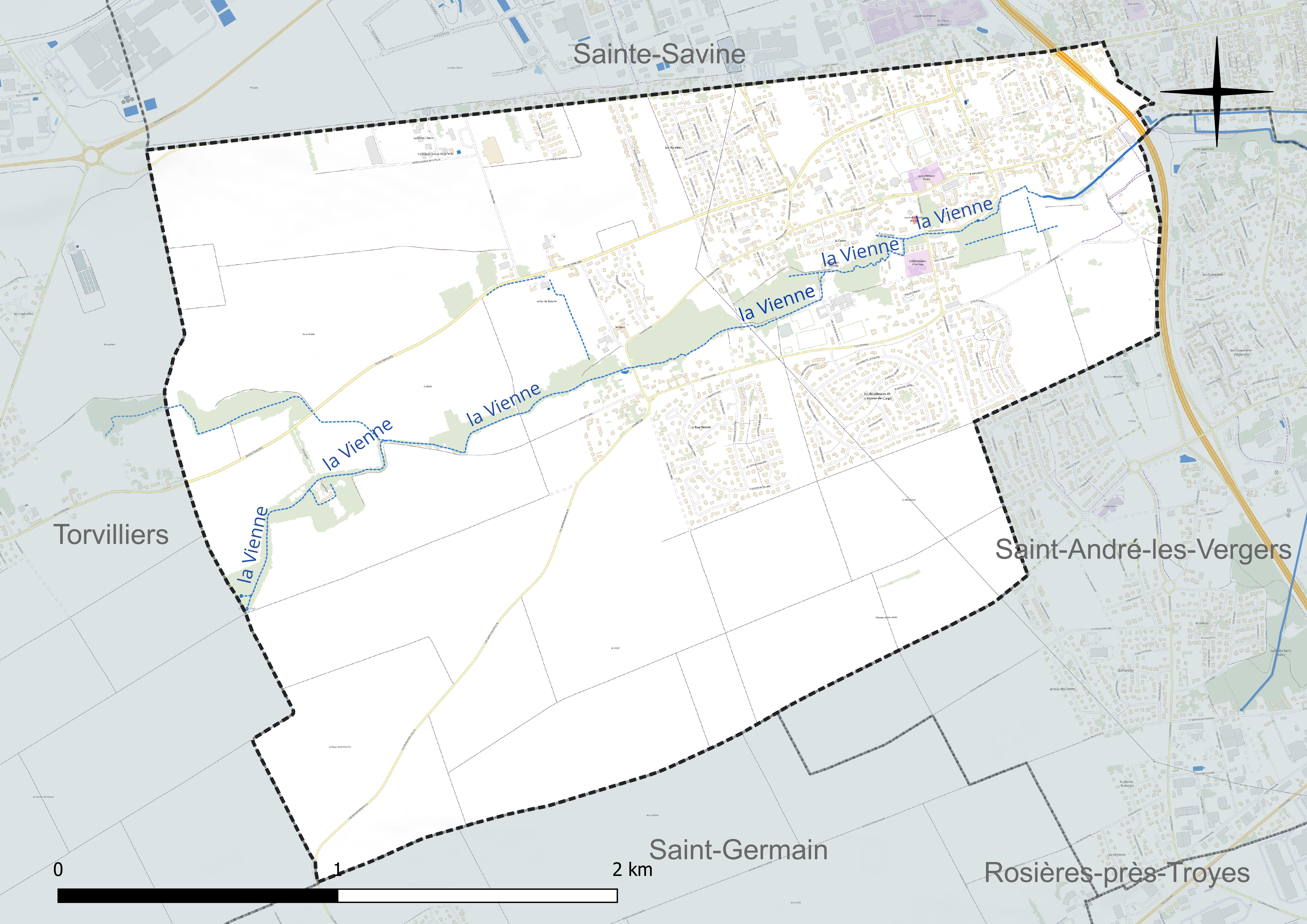
Réseau hydrographique de la Rivière-de-Corps.

### Climat
Pour des articles plus généraux, voir Climat du Grand Est et Climat de l'Aube.
En 2010, le climat de la commune est de type climat océanique dégradé des plaines du Centre et du Nord, selon une étude du Centre national de la recherche scientifique s'appuyant sur une série de données couvrant la période 1971-2000. En 2020, Météo-France publie une typologie des climats de la France métropolitaine dans laquelle la commune est exposée à un climat océanique altéré et est dans une zone de transition entre les régions climatiques « Nord-est du bassin Parisien » et « Lorraine, plateau de Langres, Morvan ».
Pour la période 1971-2000, la température annuelle moyenne est de 10,6 °C, avec une amplitude thermique annuelle de 15,9 °C. Le cumul annuel moyen de précipitations est de 692 mm, avec 11,5 jours de précipitations en janvier et 7,9 jours en juillet. Pour la période 1991-2020, la température moyenne annuelle observée sur la station météorologique de Météo-France la plus proche, « Troyes-Barberey », sur la commune de Barberey-Saint-Sulpice à 6 km à vol d'oiseau, est de 11,3 °C et le cumul annuel moyen de précipitations est de 644,6 mm. 
La température maximale relevée sur cette station est de 41,8 °C, atteinte le 25 juillet 2019 ; la température minimale est de −23 °C, atteinte le 17 janvier 1985,,.
Les paramètres climatiques de la commune ont été estimés pour le milieu du siècle (2041-2070) selon différents scénarios d'émission de gaz à effet de serre à partir des nouvelles projections climatiques de référence DRIAS-2020. Ils sont consultables sur un site dédié publié par Météo-France en novembre 2022.

## Urbanisme

### Typologie
Au 1er janvier 2024, La Rivière-de-Corps est catégorisée ceinture urbaine, selon la nouvelle grille communale de densité à 7 niveaux définie par l'Insee en 2022.
Elle appartient à l'unité urbaine de Troyes, une agglomération intra-départementale dont elle est une commune de la banlieue,. Par ailleurs la commune fait partie de l'aire d'attraction de Troyes, dont elle est une commune de la couronne,. Cette aire, qui regroupe 209 communes, est catégorisée dans les aires de 200 000 à moins de 700 000 habitants,.

### Occupation des sols
L'occupation des sols de la commune, telle qu'elle ressort de la base de données européenne d’occupation biophysique des sols Corine Land Cover (CLC), est marquée par l'importance des territoires agricoles (73,8 % en 2018), en diminution par rapport à 1990 (83,8 %). La répartition détaillée en 2018 est la suivante : 
terres arables (70,6 %), zones urbanisées (24,9 %), zones agricoles hétérogènes (3,2 %), mines, décharges et chantiers (1,4 %). L'évolution de l’occupation des sols de la commune et de ses infrastructures peut être observée sur les différentes représentations cartographiques du territoire : la carte de Cassini (XVIIIe siècle), la carte d'état-major (1820-1866) et les cartes ou photos aériennes de l'IGN pour la période actuelle (1950 à aujourd'hui).

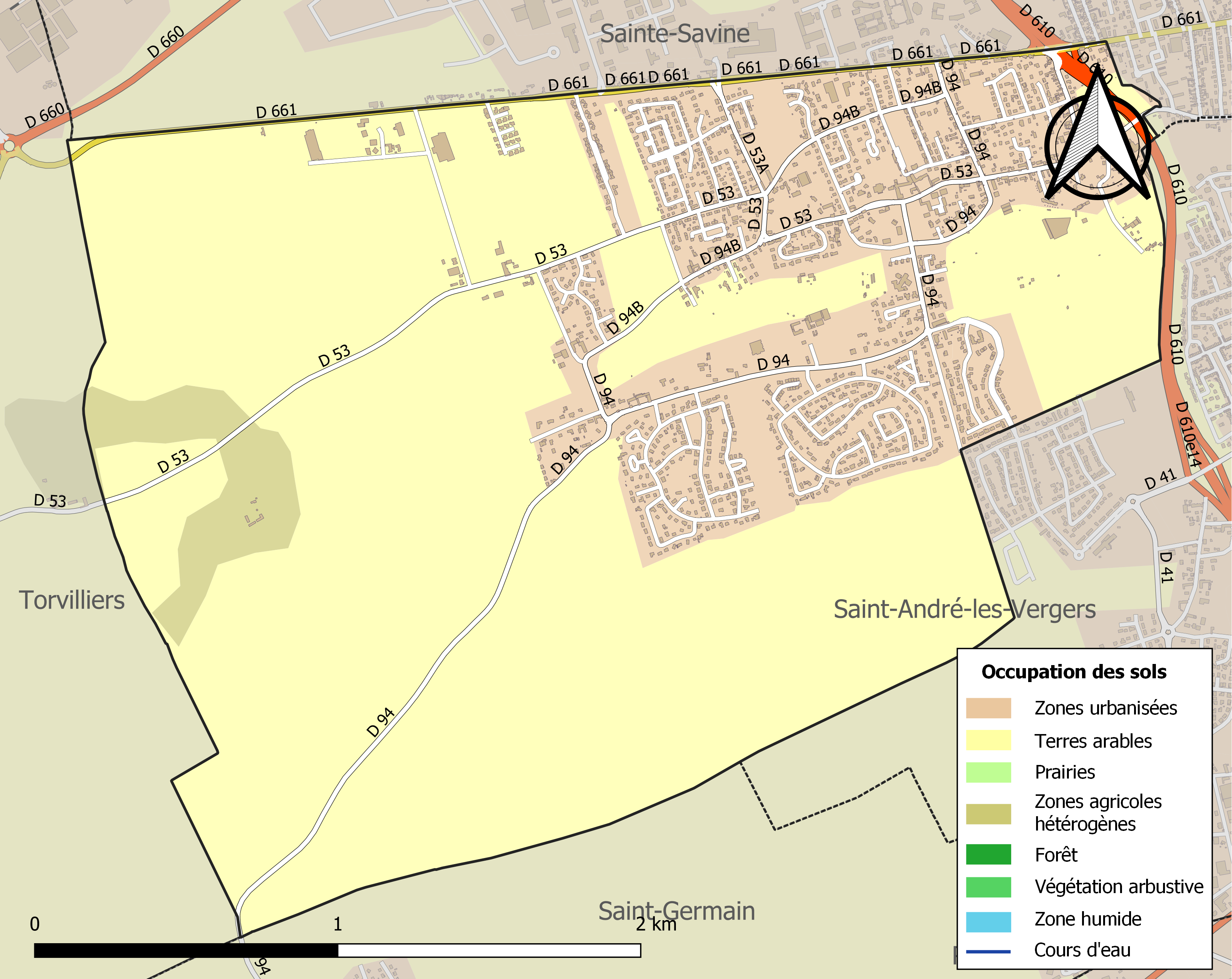
Carte des infrastructures et de l'occupation des sols de la commune en 2018 (CLC).

## Histoire
Le nom La Rivière-de-Corps proviendrait de la Bataille des champs Catalauniques, qui se déroula non loin de la ville de Troyes, le 21 juin 451. Cette bataille opposa Attila le Hun aux Romains et aux Francs. La bataille fut très sanguinaire. Alors, la Vienne, cours d'eau traversant Saint-André-les-Vergers, Torvilliers ainsi que La Rivière-de-Corps, aurait débordé, car il y aurait eu trop de corps présent dans l'eau,.
Le fief relevait du comte de Champagne par son château de Troyes, puis du roi de France. Parmi les seigneurs ecclésiastiques il y avait l'abbaye de Montier-la-Celle pour des dîmes depuis un don de Girard de la Rivière d'après une charte de la fin du XIIe siècle ; le chapitre Saint-Etienne de Troyes pour une terre libre de droit et achetée en 1157 à Maurice de Laines. Le même chapitre acquit les droits d'une sixième de haute et basse justice y compris une terre en relavant en 1332 à Wautier d'Aubigny ; reçût en 1342 une rente de six livres de la part de Hue de Frolois, sire de Molinot.
Comme seigneurs laïcs Ponce de la Rivière vers 1172 jusqu'à Marie-Claude Camusat, de 1769 à 1789, épouse de M. de Loynes.
En 1644, par lettres patentes, la terre devient une châtellenie pour Pierre III Pithou, la reine alors régente par lettre du 9 octobre 1644 reconnaissait l'antériorité de l'appellation de vicomté pour la seigneurie de La Rivière-de-Corps sans qu'il soit actuellement possible de dire à quand remonte ce vicomté. L'enregistrement au parlement de Paris se fit le 16 février 1646 et la vicomté comprenait : Boulage, Chicherey, les hameaux des Fontaines, Voué, la Maladière, les Noës, une partie du village de l'Épine et Sainte-Savine pour partie. Le siège de la vicomté était au château des Granges. C'était un hostel seigneurial cité en 1512, comprenant cinq quartiers et quatre cordes de terres en 1621 ayant colombiers et vergers fermez de fossés en 1713.
La commune était en 1789 de l'intendance et de la généralité de Châlons, du bailliage et de l'élection de Troyes.

## Politique et administration

### Liste des maires

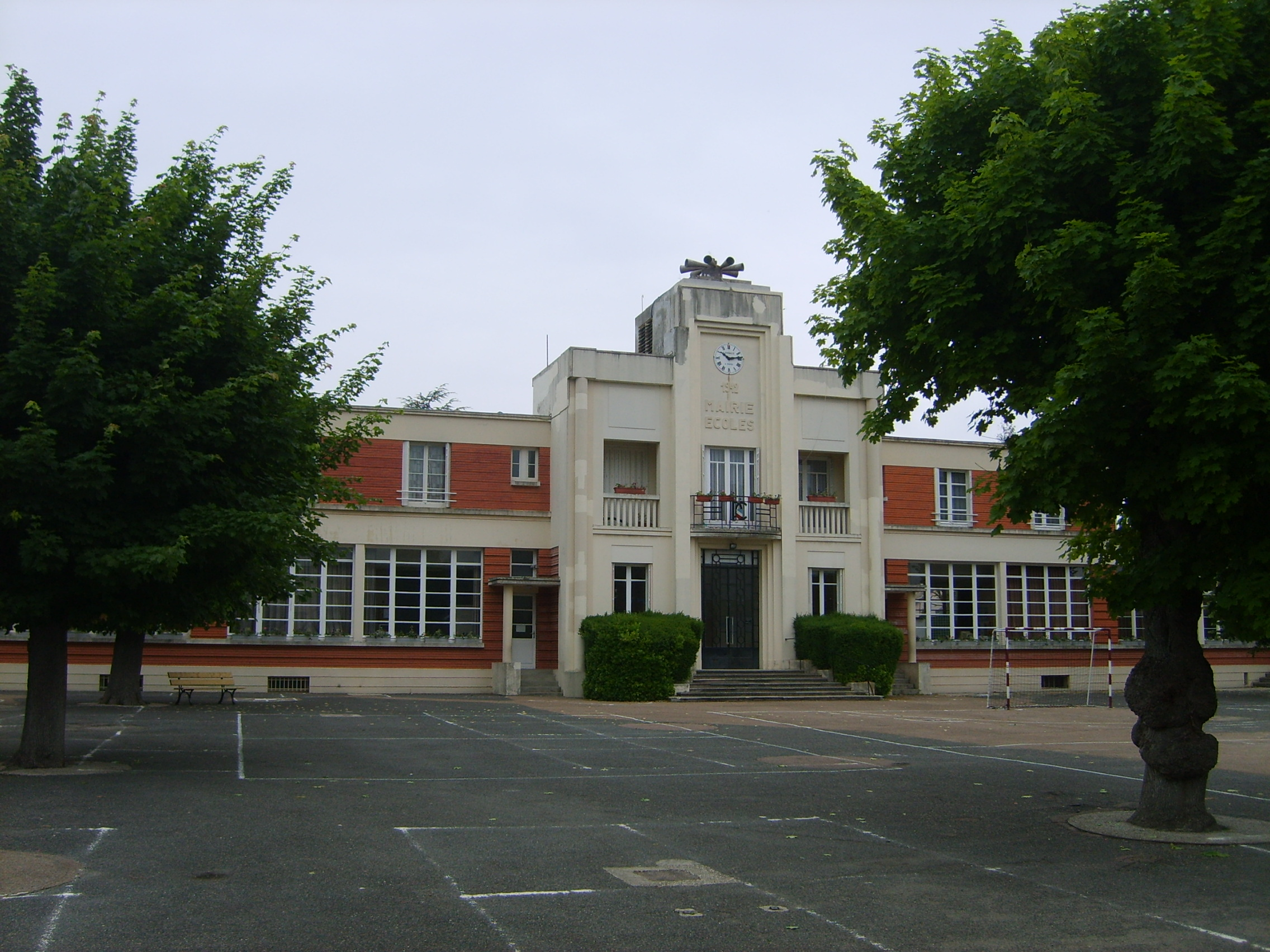
École primaire - mairie.

| Période                                  | Période        | Identité                     | Étiquette | Qualité                                                                     |
| ---------------------------------------- | -------------- | ---------------------------- | --------- | --------------------------------------------------------------------------- |
| mai 1925                                 | juillet 1926   | Arsène Beaugrand             |           |                                                                             |
| juillet 1926                             | juillet 1932   | Henri Grados                 |           |                                                                             |
| juillet 1932                             | mai 1935       | Ariste Mignot                |           |                                                                             |
| mai 1935                                 | octobre 1947   | Émile Buck                   | PCF       |                                                                             |
| octobre 1947                             | novembre 1963  | Emmanuel Heimann             |           |                                                                             |
| novembre 1963                            | mars 1968      | Maurice Rouard               |           |                                                                             |
| mars 1968                                | mars 1977      | Georges Leclerc              |           |                                                                             |
| mars 1977                                | septembre 2004 | Maurice Sommer               | SE        |                                                                             |
| septembre 2004                           | mars 2008      | Georges Thévenon             | SE        |                                                                             |
| septembre 2008                           | mai 2020       | Véronique Saublet Saint-Mars | DVD       | Conseillère départementale du canton de Saint-André-les-Vergers depuis 2015 |
| mai 2020                                 | En cours       | Christophe Chomat            |           |                                                                             |
| Les données manquantes sont à compléter. |                |                              |           |                                                                             |

## Démographie

### Évolution démographique
L'évolution du nombre d'habitants est connue à travers les recensements de la population effectués dans la commune depuis 1793. Pour les communes de moins de 10 000 habitants, une enquête de recensement portant sur toute la population est réalisée tous les cinq ans, les populations de référence des années intermédiaires étant quant à elles estimées par interpolation ou extrapolation. Pour la commune, le premier recensement exhaustif entrant dans le cadre du nouveau dispositif a été réalisé en 2006.

En 2022, la commune comptait 3 681 habitants, en évolution de +13,16 % par rapport à 2016 (Aube : +0,7 %, France hors Mayotte : +2,11 %).
| 1793 | 1800 | 1806 | 1821 | 1831 | 1836 | 1841 | 1846 | 1851 |
| ---- | ---- | ---- | ---- | ---- | ---- | ---- | ---- | ---- |
| 332  | 391  | 345  | 324  | 331  | 365  | 370  | 373  | 369  |

| 1856 | 1861 | 1866 | 1872 | 1876 | 1881 | 1886 | 1891 | 1896 |
| ---- | ---- | ---- | ---- | ---- | ---- | ---- | ---- | ---- |
| 355  | 352  | 343  | 307  | 302  | 294  | 281  | 289  | 281  |

| 1901 | 1906 | 1911 | 1921 | 1926 | 1931 | 1936 | 1946 | 1954 |
| ---- | ---- | ---- | ---- | ---- | ---- | ---- | ---- | ---- |
| 311  | 302  | 281  | 294  | 364  | 440  | 563  | 559  | 575  |

| 1962 | 1968 | 1975  | 1982  | 1990  | 1999  | 2006  | 2011  | 2016  |
| ---- | ---- | ----- | ----- | ----- | ----- | ----- | ----- | ----- |
| 692  | 946  | 1 469 | 1 830 | 2 631 | 2 952 | 2 954 | 2 927 | 3 253 |

| 2021  | 2022  | - | - | - | - | - | - | - |
| ----- | ----- | - | - | - | - | - | - | - |
| 3 651 | 3 681 | - | - | - | - | - | - | - |

### Pyramide des âges
La population de la commune est relativement âgée.
En 2018, le taux de personnes d'un âge inférieur à 30 ans s'élève à 29,6 %, soit en dessous de la moyenne départementale (35,2 %). À l'inverse, le taux de personnes d'âge supérieur à 60 ans est de 32,8 % la même année, alors qu'il est de 27,7 % au niveau départemental.
En 2018, la commune comptait 1 641 hommes pour 1 816 femmes, soit un taux de 52,53 % de femmes, légèrement supérieur au taux départemental (51,41 %).
Les pyramides des âges de la commune et du département s'établissent comme suit.
| Hommes | Classe d’âge | Femmes |
| ------ | ------------ | ------ |
| 1,0    | 90 ou +      | 2,5    |
| 9,1    | 75-89 ans    | 9,9    |
| 21,3   | 60-74 ans    | 21,7   |
| 22,3   | 45-59 ans    | 22,1   |
| 14,3   | 30-44 ans    | 16,2   |
| 13,3   | 15-29 ans    | 12,0   |
| 18,7   | 0-14 ans     | 15,5   |

| Hommes | Classe d’âge | Femmes |
| ------ | ------------ | ------ |
| 0,8    | 90 ou +      | 2,1    |
| 7,4    | 75-89 ans    | 10,2   |
| 17,4   | 60-74 ans    | 18,4   |
| 19,4   | 45-59 ans    | 19     |
| 17,8   | 30-44 ans    | 17,3   |
| 18,3   | 15-29 ans    | 15,9   |
| 19     | 0-14 ans     | 17,1   |

## Lieux et monuments

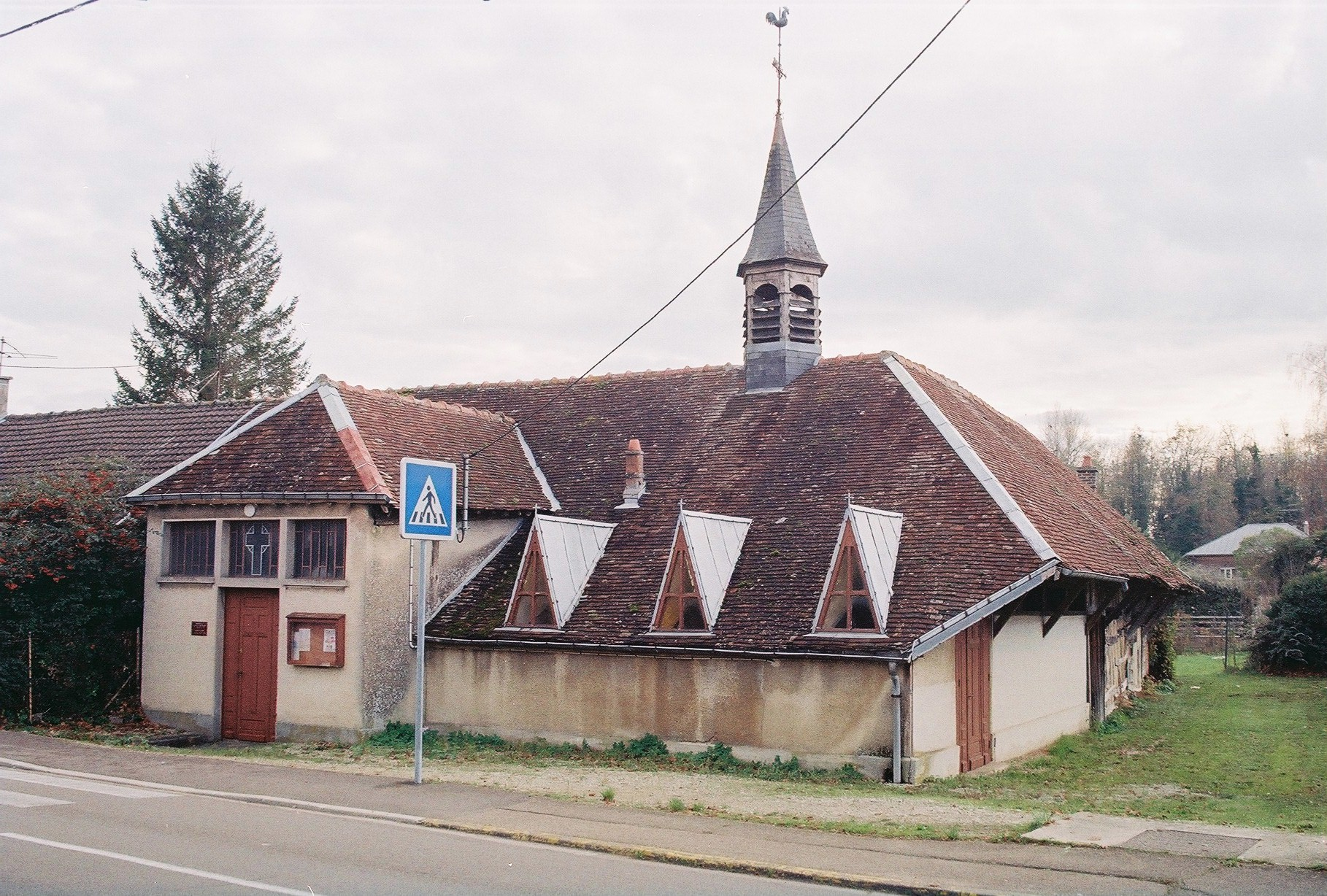
L'église Sainte-Thérèse de l'Enfant Jésus.

- Deux anciens lavoirs construits sur le parcours des Viennes dont un détruit.
- La chapelle Saint-Hippolyte était une dépendance de la paroisse de Sainte-Savine. Elle a été vendue le 25 août 1795 comme bien national. Elle fut détruite en 1820. Elle a l'abbaye de Montier-la-Celle, confirmé en 1185 par Mannassès de Pougy alors évêque de Troyes. Elle était bâtie sur un plan de croix latine à la croisée du chemins venant de Saint-Hippolyte avec la route de Troyes à Vauchassis. Le musée Saint-Loup conserve un bas-relief provenant de la chapelle[28].
- L'église Sainte-Thérèse de l'Enfant Jésus, située au 45 rue Jean-Jaurès. Créée en 1945, l'église fut aménagée à l'intérieur de la grange de M. et Mme Legros-Massey.

## Personnalités

### Émile Buck
Émile Buck né le 24 décembre 1886 à Paris (11e arrondissement), et mort en mars 1945 à Dachau, conseiller municipal et maire de la commune. Également connu pour avoir été un résistant pendant la Seconde Guerre mondiale, lors de laquelle il est arrêté et déporté. Il appartint au bureau départemental des "Amis du rappel", formation politique de René Plard. Il fut ensuite élu au comité central en février 1933 puis en février 1934. Il dirigeait la liste d'union des gauches pendant l'élection municipale de mai 1935, et fut élu maire de la Rivière-de-Corps à l'issue de celle-ci.
La première étape de sa participation à la Résistance a été de rejoindre le Bureau des opérations aériennes (BOA), qui collabora avec les  Francs-tireurs et partisans français (FTPF), un mouvement de résistance interne créé par le Parti communiste français. Son fils Auguste, alors démobilisé du front italien, s'inscrit au Front national, un mouvement de résistance d'obédience communiste pendant la Seconde Guerre mondiale.
Émile et Auguste Buck aidèrent les aviateurs américains à se cacher et participèrent à un réseau qui fut démantelé dans la commune voisine de Sainte-Savine.
Émile Buck fut arrêté par la Gestapo le 27 avril 1944 et fut déporté. Quant à Auguste, il fut arrêté le même jour à Prugny (Aube). Ils furent tous les deux internés au camp de Royallieu (Frontstalag 122) à Compiègne (Oise) en France, un « camp d'internement pour les prisonniers politiques jugés dangereux » par le Reich. Le père et le fils furent ensuite déportés le 2 juillet 1944 dans le « train de la mort », appelé ainsi en raison du nombre élevé de décès ayant lieu pendant le voyage,. Le fils meurt durant le trajet. Le père arrive dans le camp de concentration de Dachau, en Allemagne, le 5 juillet. C'est ici que mourra Émile en mars 1945, peu de temps avant que les Américains libèrent le camp.
Émile Buck a donné son nom à une rue de la commune, ainsi qu'à un stade de football.

## Héraldique
|  | Les armes de la ville se blasonnent ainsi : De vair à la bande d’argent côtoyée de deux cotices du même, au chef d’azur chargé de deux burèles ondées d’argent. |